# Inverness Chess Club
Inverness Chess Club – szkocki klub szachowy z siedzibą w Inverness.

## Historia
Klub został założony w 1871 roku; jednym z założycieli był Georges Barbier. W 1979 roku klub wygrał Spens Cup, po pokonaniu w finale 4:2 Grangemouth Chess Club. W 1988 roku zespół przegrał w finale pucharu z Inverclyde Central, a w 1997 roku uległ Kilmarnock Chess Club. W sezonie 1999/2000, po pokonaniu Oban Chess Club 4,5:3,5 Inverness Chess Club awansował do ćwierćfinału Richardson Cup, gdzie uległ 2:6 Glasgow Polytechnic.